# Shwetaungtet
Thiri Thihathura Shwetaungtet (birm. ရွှေတောင်တက် /ʃwè dàʊɴ tɛʔ/; 1313–1339) – król Sikongu w latach 1336–1339.
Zawładnął on tronem Sikongu, aresztując swego ojca – króla Tarabyę I. W roku 1339 został zamordowany przez własnego generalnego sekretarza Nandapangyana, który pragnął umieścić na tronie Kyaswę, średniego syna Sawyuna, założyciela królestwa. Po śmierci Shwetaungteta Nandapangyan zabił także jego ojca – uwięzionego króla.